# A-1 Yola
A-1 Yola è il decimo album in studio del rapper statunitense Esham, pubblicato nel 2005.

## Tracce
1. Since Day One – 3:07
2. Turbulence – 3:38
3. Bolivia – 2:59
4. Bird After Bird – 3:40
5. Justa Hustler (contiene la traccia nascosta Pill Me) – 6:16
6. Yoca Cola" – 3:33
7. Fall Into The Fire – 3:15
8. Wicket – 4:03
9. Enemies – 3:11
10. Help Me – 3:14
11. Servin' (contiene la traccia nascosta Full Power) – 3:57
12. Bangin' Dope – 2:40
13. One Hundred – 3:43
14. Gangsta Dedication – 3:16
15. Unhappy (contiene la traccia nascosta "President") – 3:57
16. ? – 2:39
17. Smiley Faces – 3:19